# Římskokatolická farnost – děkanství Jablonec nad Nisou

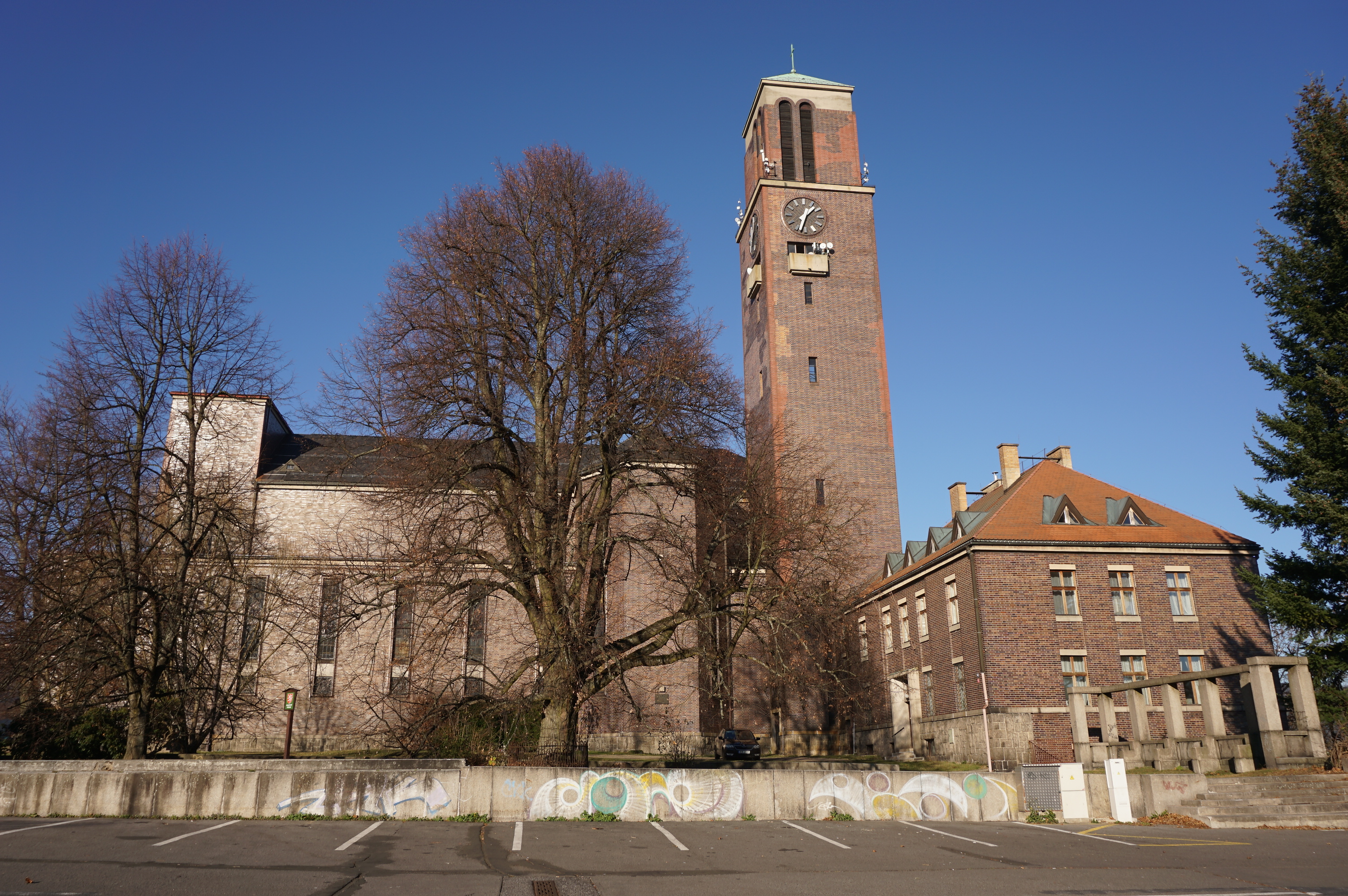
Budova jabloneckého děkanství vpravo vedle kostela Nejsvětějšího Srdce Ježíšova

Římskokatolická farnost – děkanství Jablonec nad Nisou (lat. Gabloncium) je církevní správní jednotka sdružující římské katolíky na území města Jablonec nad Nisou a v jeho okolí. Organizačně spadá do libereckého vikariátu, který je jedním z 10 vikariátů litoměřické diecéze. Sídlo jabloneckého děkanství se nachází vedle kostela Nejsvětějšího Srdce Ježíšova. Před postavením současného děkanství se sídlo farnosti nacházelo na tzv. staré faře poblíž kostela sv. Anny.

## Historie farnosti

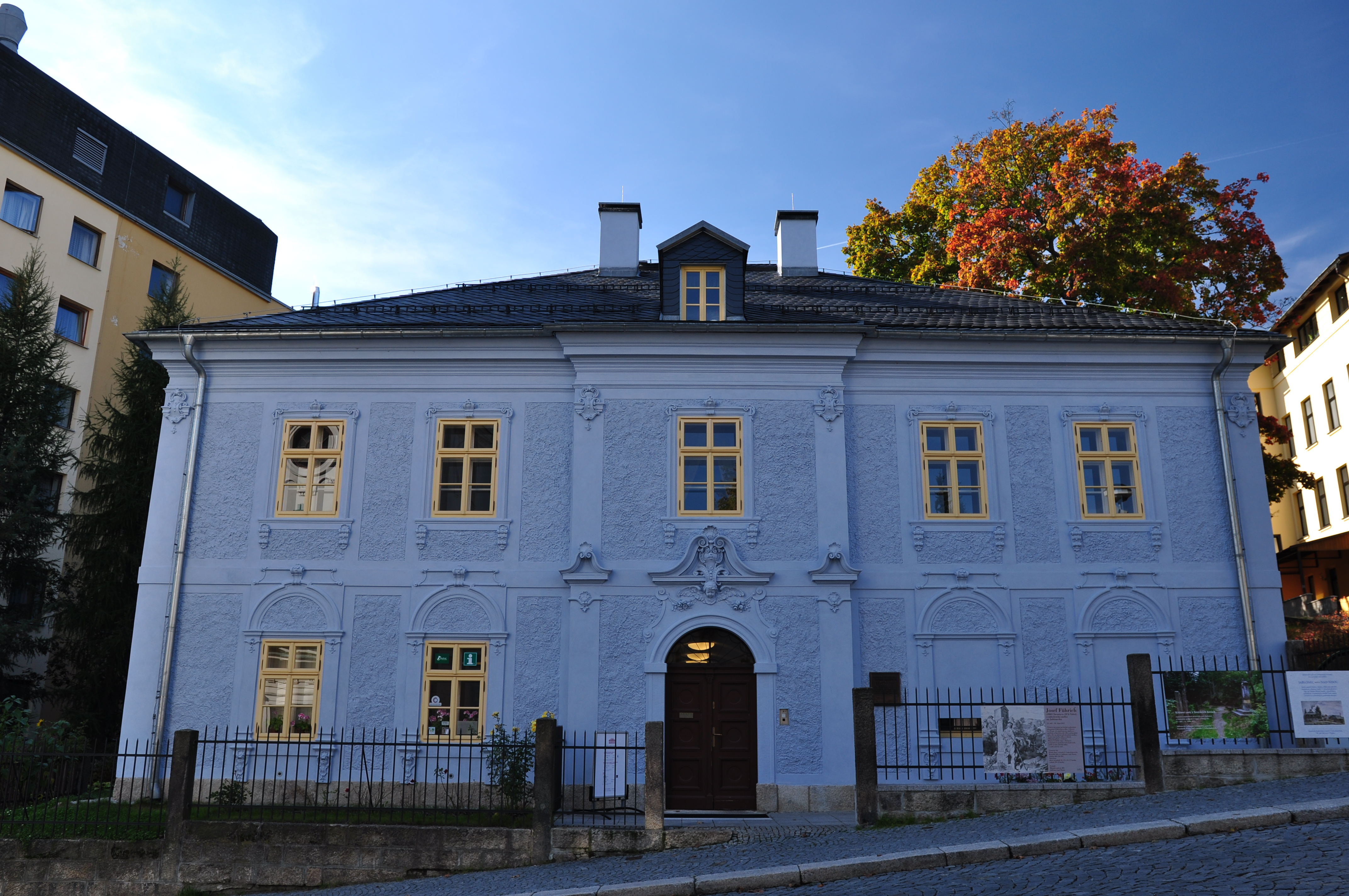
Bývalá farní budova (Kostelní ulice 1/6)

Jako plebánie existovala farnost již roku 1356. Od roku 1730 jsou vedeny matriky. Kanonicky byla farnost zřízena od roku 1737. Roku 1892 byla povýšena na děkanství.

### Duchovní správcové vedoucí farnost
Začátek působnosti jmenovaného v duchovní správě farnosti od:
- 1356 Sebestianus, řád Cyriaků
- 1361 Leo, řád Cyriaků
- 1418 Wenceslaus, řád Cyriaků
- 1737 Car. Andres
- 1762 Franc. Feix
- 1783 Jos. Ultsch, † 4. 6. 1820
- 1820 Adalbert. Korab, n. 23. 12. 1792 Ústí n. L., o. 23. 12. 1815, † 20. 6. 1859
- 1827 Franc. Neubart, n. 9. 3. 1782 Stráž p. R., o. 30. 8. 1806, † 5. 1. 1834
- 1834 Anton. Miksch, n. 8. 11. 1802 Liberec, o. 4. 9. 1827 , † 30. 4. 1889
- 1882 Josef Ressel, n. 16. 10. 1844 Schönwald., o. 15. 7. 1868, † 17. 1. 1892 Jablonec n. N., byl kronikářem a v roce 1878 napsal knihu Geschichte der Kirche und Schule in Gablonz (Dějiny církve a školy v Jablonci); farář; pohřben v kněžské hrobce na hřbitově v Jablonci
- 1892 Gust. Kügler, n. 23. 6. 1846 Valteřice, o. 20. 7. 1869, † 23. 7. 1927
- 1896 Franz Josef Günter, n. 13. 10. 1856 Wolfersdorf., o. 19. 7. 1879, † 4. 11. 1916, děkan
  - po roce 1898 Adolf Kühnel, kaplan
  - po 14.7.1901 Karel Boromejský Vogl, kaplan
  - po roce 1905 Robert Josef Schöler, kaplan
  - 1911 Zdenko Arnož, kaplan
- 1912 par. vacat, admin. interc. Carol. Vogel
- 1913 Anton Gerritzen, n. 11. 10. 1865 Viersen v Rheinlandu (D), o. 29. 6. 1890, † 13. 10. 1918 Jablonec n. N.; biskupský vikář a děkan v Jablonci n. N.; pohřben v kněžské hrobce na hřbitově v Jablonci
- 13. 10. 1918 par. vacat, admin. interc. Ignác Arnož
- 1. 3. 1919 Karl Vogel, n. 17. 11. 1876 Údlice, o. 14. 7. 1901
  - do r. 1944 František Appl
- 1. 1. 1946 Josef Němeček
- 1. 4. 1955 Oldřich Hodač
- 1. 2. 1990 Jiří Šolc, SJ
- 1. 7. 1990 Leopold Paseka, admin.
- 1. 10. 1990 Antonín Bratršovský[3]
- 13. 11. 2007 Oldřich Kolář, děkan
  - 2014 – 2016 Lukáš Hrabánek, jáhen, od 28. 6. 2015 farní vikář
  - 1. 7. 2016 – 2019 Josef Peňáz, farní vikář[4]
  - 2019 – 2022 Timotej Miroslav Tutoky, O.Praem., farní vikář
- 1. 9. 2021 Štěpán Smolen, admin.; od 1. 8. 2023 děkan[5]

Kromě kněží stojících v čele farnosti, působili ve farnosti v průběhu její historie i jiní kněží. Většinou pracovali jako farní vikáři, kaplani, katecheté, výpomocní duchovní aj.

#### Galerie duchovních

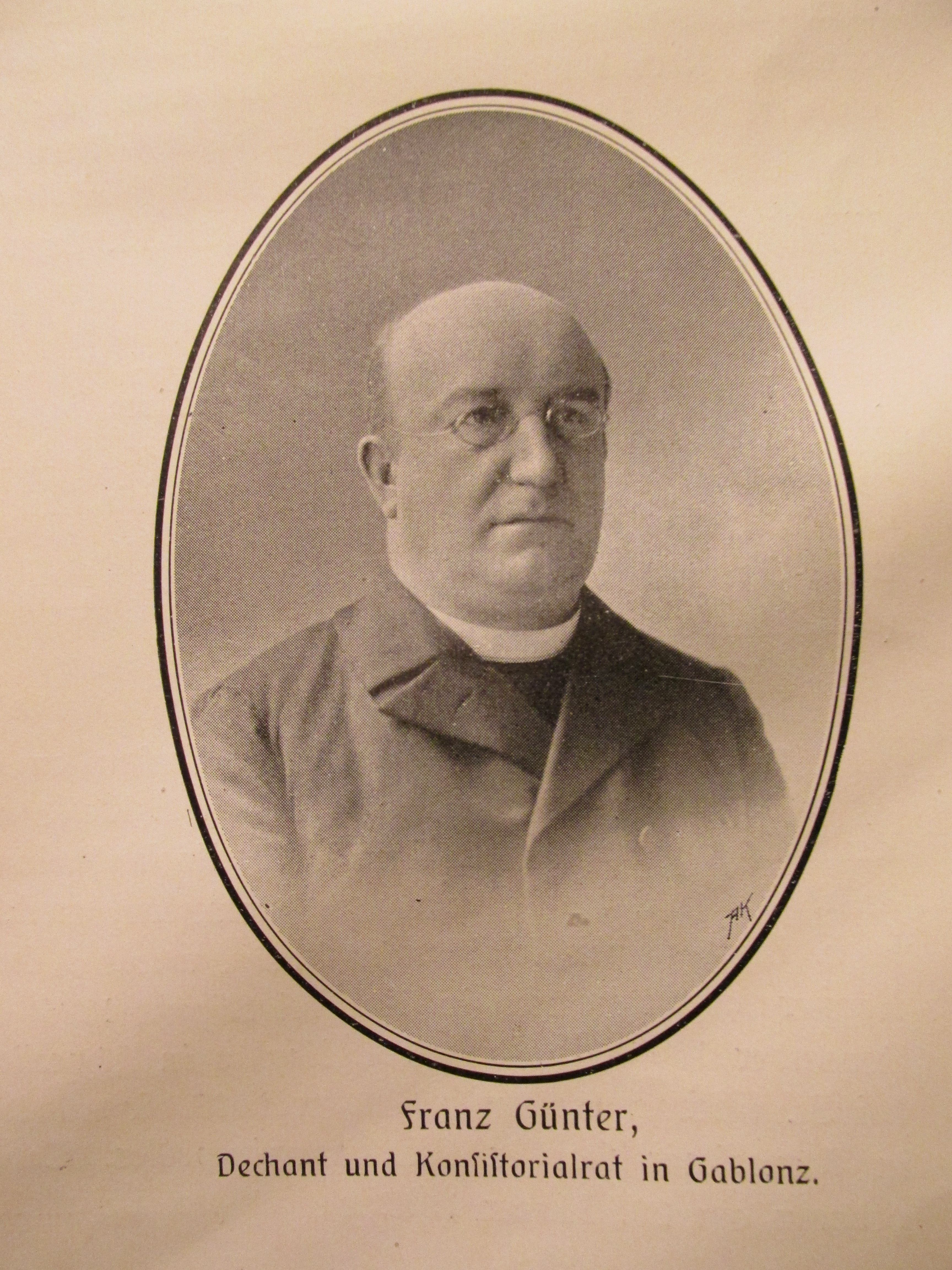
Franz Josef Günter (děkan 1896–1912)
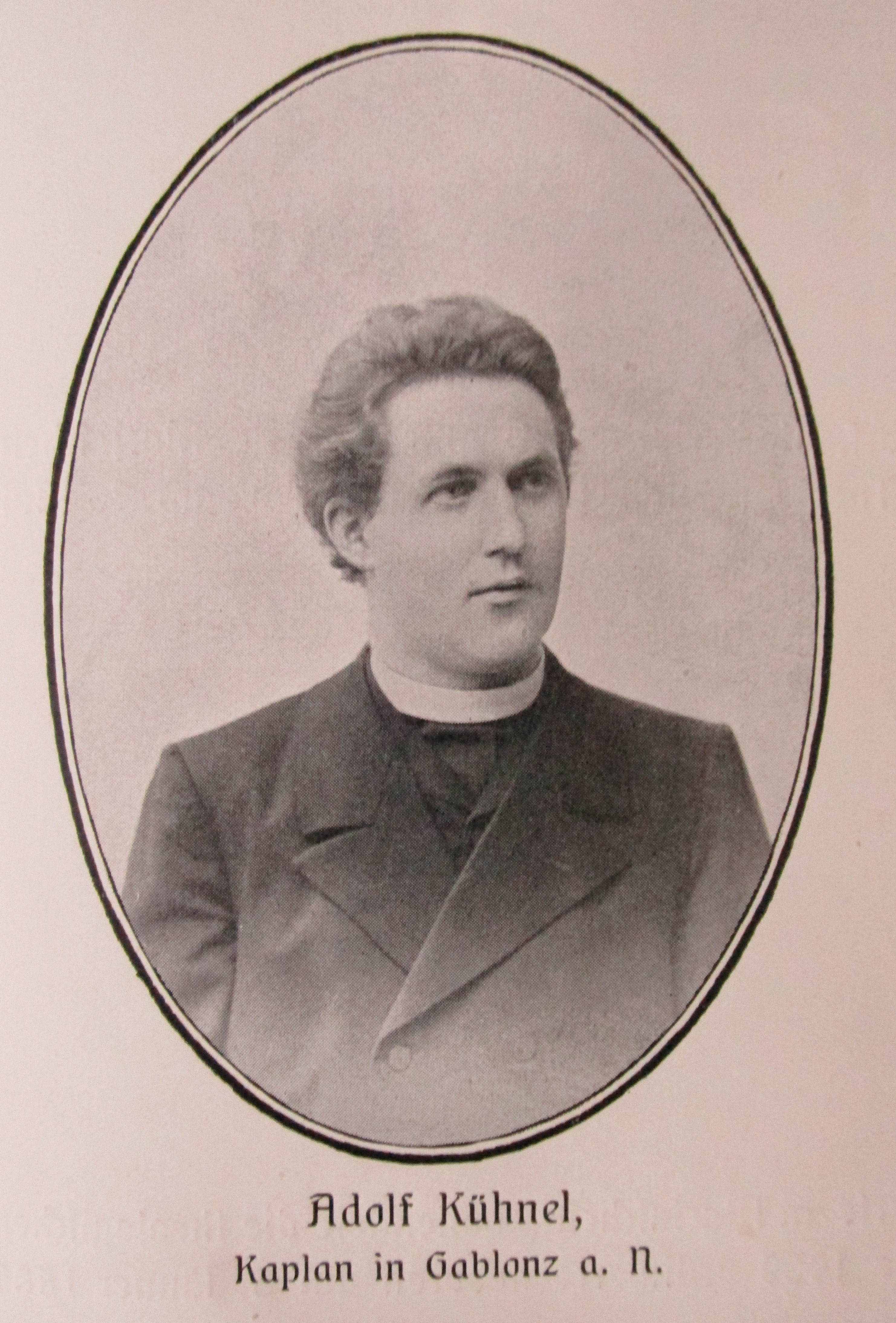
Adolf Kühnel (po r. 1898 kaplan)
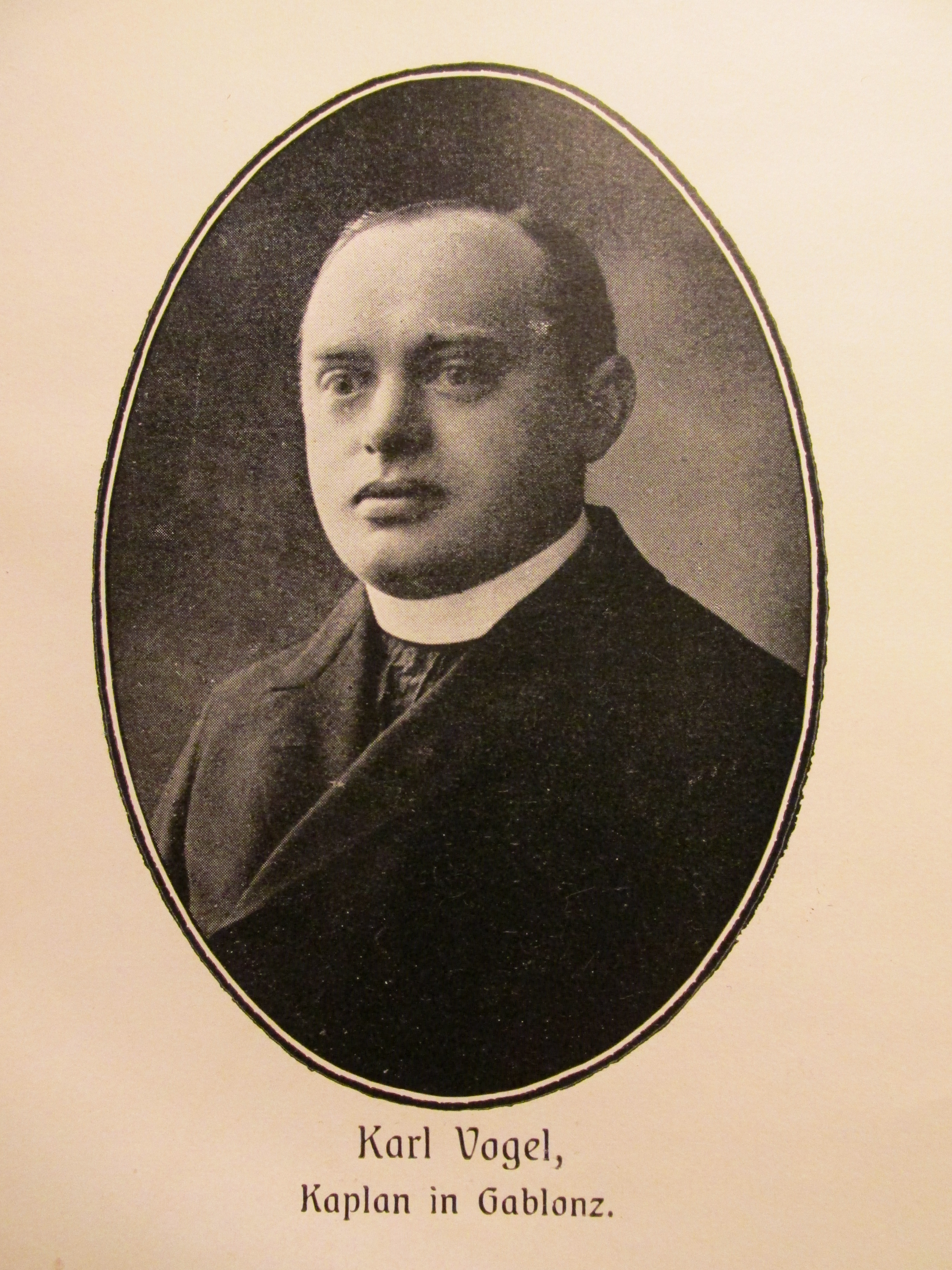
Karel Boromejský Vogl (po 14. 7. 1901 kaplan)
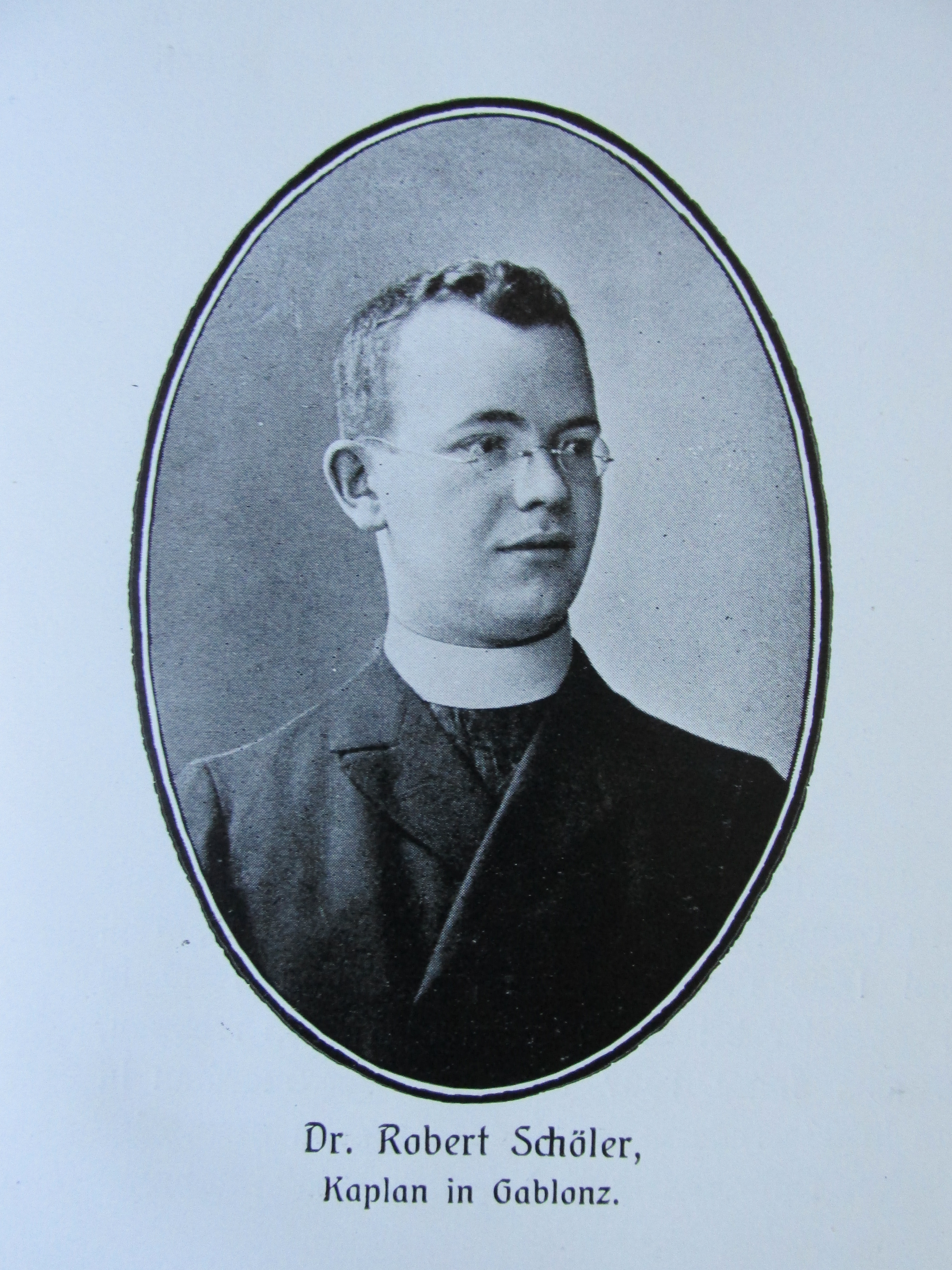
Dr. Robert Josef Schöler (po r. 1905 kaplan)
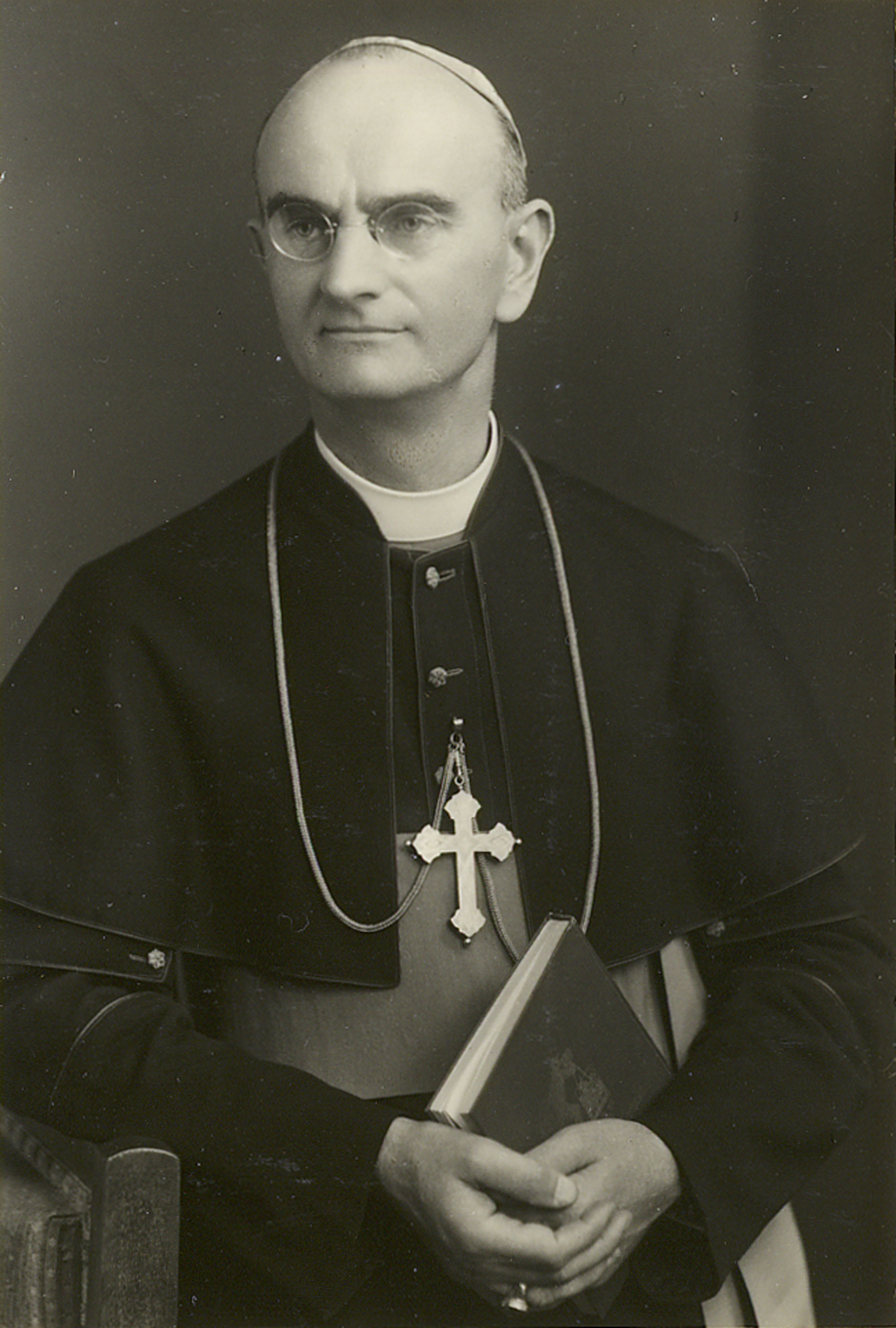
Ignác Arnož (1911–1919)
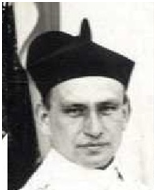
František Appl (1944–1946)
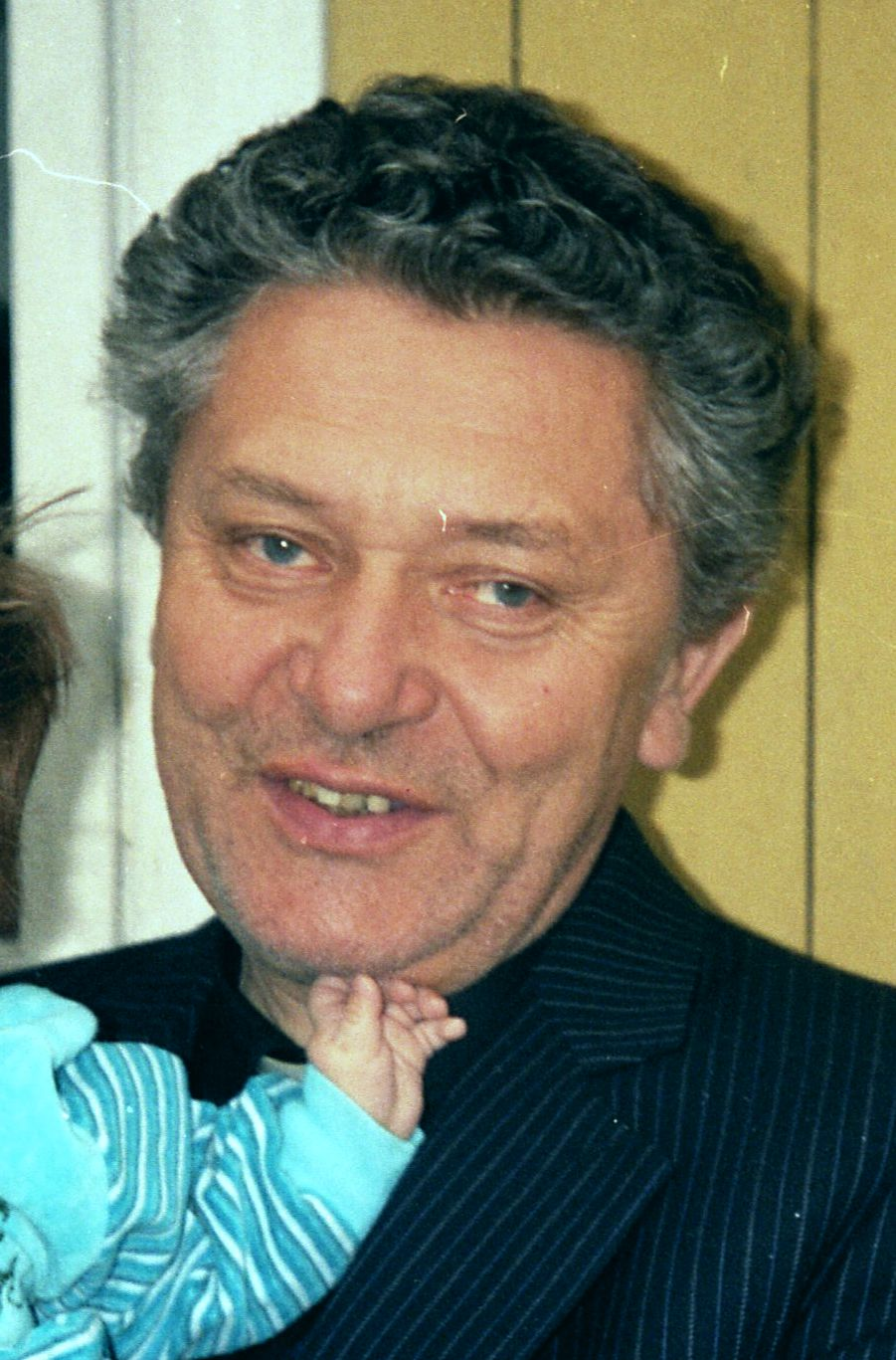
Antonín Bratršovský (1990–2007)
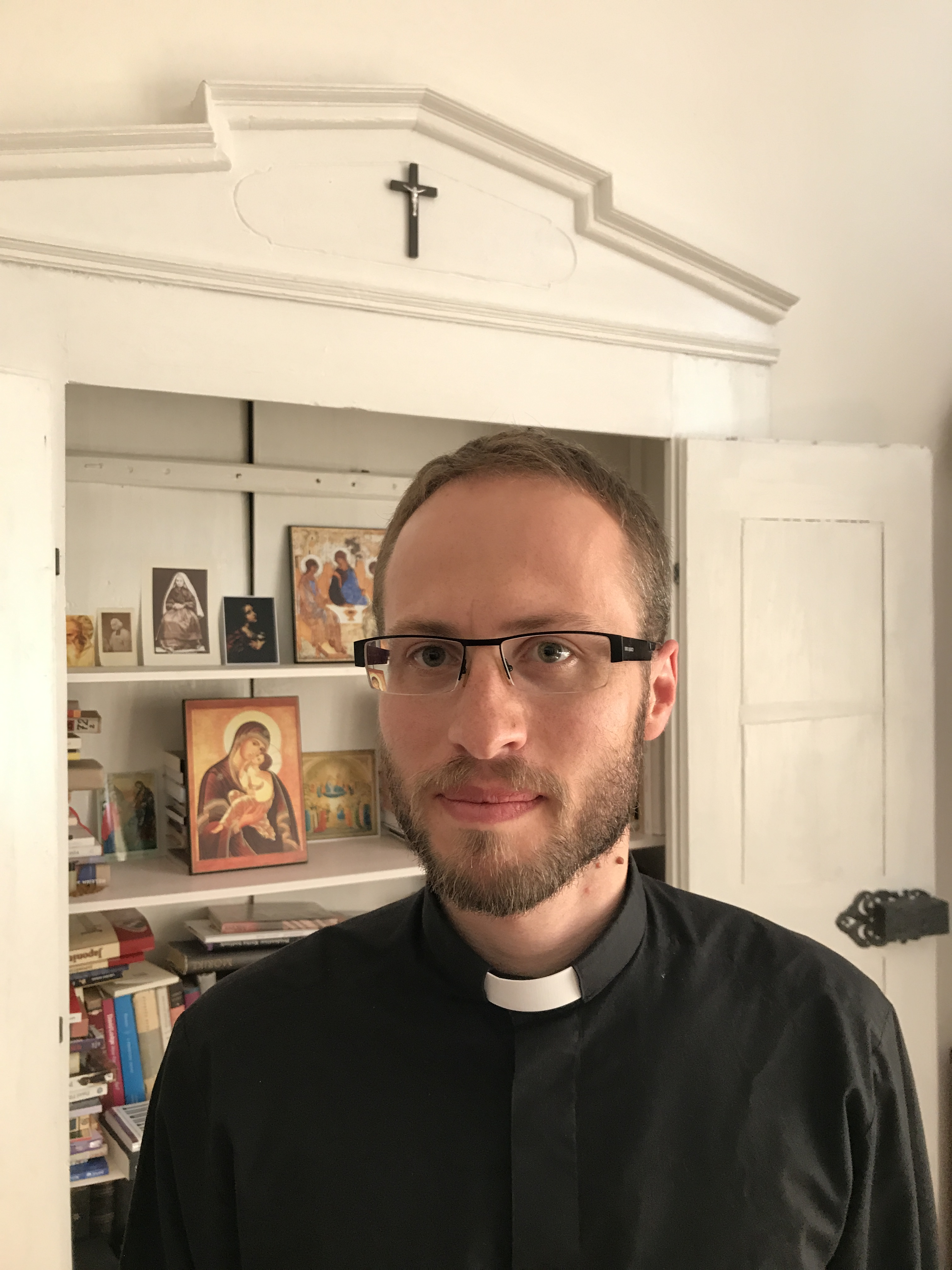
Štěpán Smolen (od r. 2021)

### Kněží pohřbení na hřbitově v Jablonci
- Mons. Dr. Aug. Zingel, profesor náboženství na jabloneckém gymnáziu, n. 4. 12. 1876 Jablonec n.N., † 29. 1. 1939 Mšeno nad Nisou, 1907 byl prvním předsedou stavebního spolku nového katolického kostela Nejsvětějšího Srdce Ježíšova v Jablonci; pohřben v kněžské hrobce na hřbitově v Jablonci
- Franz Eckert, učitel náboženství, personální farář, n. 25. 9. 1868 Gebingsneudorf, † 25. 1. 1935 Jablonec n.N.; pohřben v kněžské hrobce na hřbitově v Jablonci
- Eisen, učitel náboženství ve Mšeně nad Nisou kol. r. 1945
- Benno Rössler, n. 5. 5. 1931 Jablonec n.N., o. 29. 6. 1958 Litoměřice, † 20. 7. 2014 Stará Boleslav; pohřben v rodinném hrobě na hřbitově v Jablonci[6]

## Území farnosti
Do farnosti náleží území obce:
- Jablonec nad Nisou (Gablonz an der Neisse)[p 2]
- Jablonecké Paseky (Schlag,[2] Bad Schlag[7])[p 2]
- Jindřichov (Hennersdorf)[p 2]
- Kokonín (Kukan[2])[p 2]
- Loučná (Lautschnei)[p 2]
- Mšeno nad Nisou (Grünwald an der Neisse)[p 2]
- Nová Ves nad Nisou (Neudorf[2])[p 2]
- Vrkoslavice (Seidenschwanz)[p 2]

## Římskokatolické sakrální stavby na území farnosti
| | Fotografie | Stavba                              | Místo              | Bohoslužby                                                                 | Zeměpisné souřadnice             | Status                     | Číslo kulturní památky           |
| Kostely | Kostely    | Kostely                             | Kostely            | Kostely                                                                    | Kostely                          | Kostely                    | Kostely                          |
| --- | ---------- | ----------------------------------- | ------------------ | -------------------------------------------------------------------------- | -------------------------------- | -------------------------- | -------------------------------- |
| 1. |            | Kostel Nejsvětějšího Srdce Ježíšova | Jablonec nad Nisou | bližší informace o bohoslužbách                                            | 50°43′38″ s. š., 15°10′16″ v. d. | děkanský kostel            | 10627/5-30 (Pk•MIS•Sez•Obr•WD)   |
| 2. |            | Kostel sv. Anny                     | Jablonec nad Nisou | bližší informace o bohoslužbách                                            | 50°43′22″ s. š., 15°10′6″ v. d.  | filiální kostel            | 37936/5-32 (Pk•MIS•Sez•Obr•WD)   |
| 3. |            | Kostel Nejsvětější Trojice          | Mšeno nad Nisou    | bližší informace o bohoslužbách                                            | 50°43′22″ s. š., 15°10′6″ v. d.  | filiální kostel            | —                                |
| 4. |            | Kostel sv. Jana Nepomuckého         | Vrkoslavice        | bližší informace o bohoslužbách Archivováno 1. 8. 2020 na Wayback Machine. | 50°42′23″ s. š., 15°10′35″ v. d. | filiální kostel            | —                                |
| Kaple |            |                                     |                    |                                                                            |                                  |                            |                                  |
| 5. |            | Kaple sv. Antonína Paduánského      | Kokonín            | bližší informace o bohoslužbách                                            | 50°41′57″ s. š., 15°10′32″ v. d. | kaple                      | —                                |
| 6. |            | Kaple sv. Anny                      | Mšeno nad Nisou    | bohoslužby příležitostně                                                   | 50°44′11″ s. š., 15°10′4″ v. d.  | kaple                      | 35289/5-4793 (Pk•MIS•Sez•Obr•WD) |
| 7. |            | Kaple                               | Jablonecké Paseky  | bohoslužby příležitostně                                                   |                                  | kaple v domově pro seniory | —                                |
| 8. |            | Kaple                               | Jablonec nad Nisou | bohoslužby příležitostně                                                   |                                  | nemocniční kaple           | —                                |
| Zaniklé objekty |            |                                     |                    |                                                                            |                                  |                            |                                  |
| 9. |            | Kaple Panny Marie Bolestné          | Jindřichov         | nelze sloužit                                                              |                                  | zbořená kaple              | —                                |
| Některé drobné sakrální stavby a pamětihodnosti lze dohledat zde v databázi Drobné sakrální památky Zaniklé sakrální stavby lze dohledat zde v databázi Poškozené a zničené kostely, kaple a synagogy v České republice |            |                                     |                    |                                                                            |                                  |                            |                                  |

Ve farnosti se mohou nacházet i další drobné sakrální stavby, místa římskokatolického kultu a pamětihodnosti, které neobsahuje tato tabulka.

## Farní obvod
Z důvodu efektivity duchovní správy byl vytvořen farní obvod (kolatura) sestávající z přidružených farností spravovaných excurrendo z Jablonce nad Nisou. 
Přehled vikariátních kolatur je uveden v tabulce farních obvodů libereckého vikariátu.

## Galerie

Římskokatolická farnost – děkanství Jablonec nad Nisou
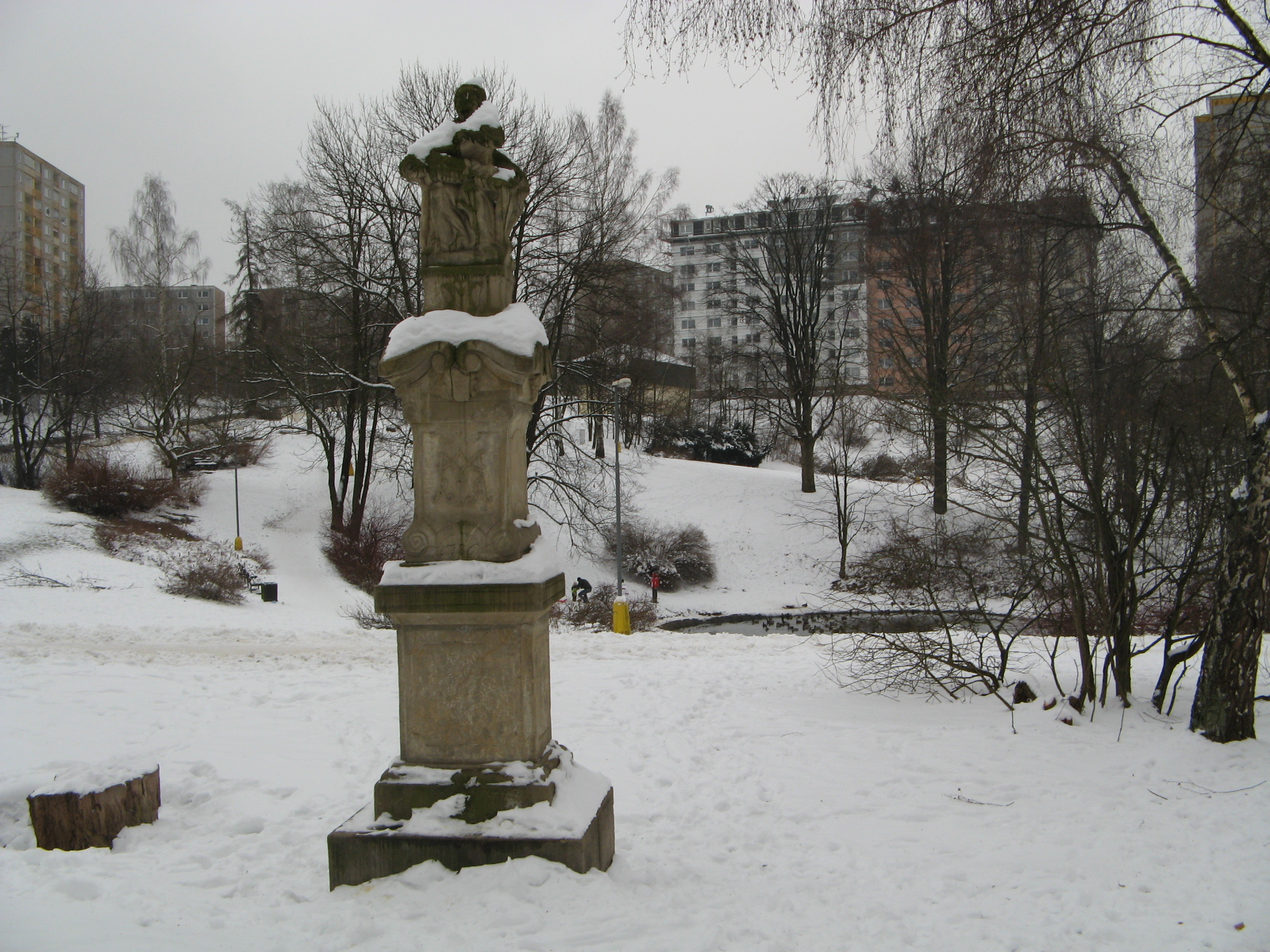
Socha Piety ve Mšeně
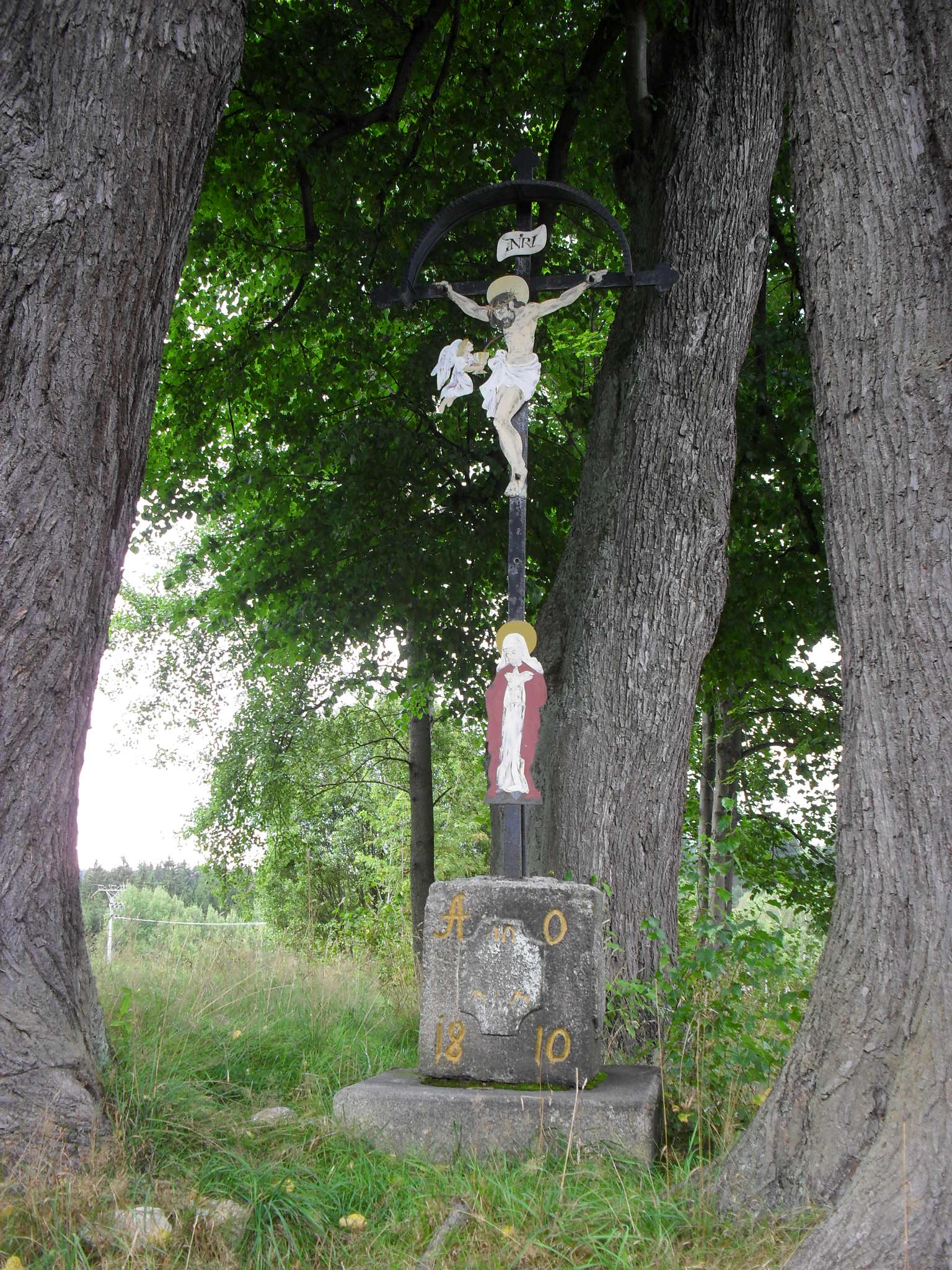
Křížek v Nové Vsi nad Nisou